# Parque nacional Thrushton
Thrushton es un parque nacional en Queensland (Australia), ubicado a 1582 km al noroeste de Brisbane.

## Datos
- Área: 256,52 km²
- Coordenadas: 27°45′50″S 147°40′00″E / -27.76389, 147.66667
- Fecha de Creación: 1990
- Administración: Servicio para la Vida Salvaje de Queensland
- Categoría IUCN: II

Véase también:
- Zonas protegidas de Queensland